# 广宁郡 (西晋)
广宁郡，中国西晋时设置的郡。
泰始十年（274年），分幽州上谷郡设置广宁郡，治所在下洛县（今河北省涿鹿县西），北齐年间废。